# 토니토니 쵸파
본 문서의 이해를 돕기 위한 비자유 그림이 있습니다. 
링크의 파일을 직접 올려 주세요
토니토니 쵸파(Tony Tony Chopper, トニートニ チョッパー)는 일본 만화 및 애니메이션 《원피스》(ONE PIECE)에 나오는 등장인물이다.
악마의 열매로 인간으로 변신할 수 있는 유일한 순록이며 파란 코를 가지고 있다. 동물들과 이야기할 수 있으며 극중에 카루(비비의 파트너)의 대사를 통역한 바 있다. 사람사람 열매를 먹은 덕에 3가지로 변신이 가능하며 자신이 직접 제조한 럼블 볼을 먹을 때는 변신가능한 형태가 7가지로 늘어난다. 의술은 닥터 히루루크, 닥터 쿠레하(리누)에게 전수받았으며 밀짚모자 해적단에서 선의를 맡고 있다. 현상금은 1000베리로 밀짚모자 해적단 일행 중 현상금이 제일 낮다.

## 외모
공통
1. X자 표시가 된 분홍모자와 가방 착용
2. 파란색 코
3. 왼쪽 뿔에 고리를 끼웠음.
4. 2년 후에는 X자 표시의 분홍모자 위에 하늘색 동그란 모자를 겹쳐 씀.

인수형
1. 두 발로 선 새끼 순록의 모습을 하고 있다. (가끔씩 너구리로 오해받기도 한다.[9])
2. 키 90cm.
3. 평소에는 항상 이 모습이다.

동물형
1. 일반 순록의 모습
2. 2년 전 보다 몸집이 더 커지고 뿔이 더 크게 자라났다.

인간형
1. 거구가 됨
2. 순록의 발굽과 뿔이 없어지고 인간의 손과 발, 귀가 생긴다.

## 능력
동물이었지만 사람사람 열매의 힘으로 인간의 말과 생각, 그리고 이족 보행 능력을 가지게 되었고 열매의 능력으로 인수형, 인간형, 동물형의 3가지 형태로 모습을 바꾸는 능력을 지녔다.
이에 그치지 않고 쵸파가 스스로 개발한 알약 럼블 볼을 복용한 후 악마의 열매의 능력의 파장을 흐트러지게 해 3분 간 4개를 추가한 7단 변신(폭주형(3개) 포함시에는 8단 변신)을 할 수 있으며 전반적인 의술이 뛰어나다. 의학에 뛰어나서 적에 대한 약점을 찾아내서 공격을 한다.(2년 뒤에는 훈련을 통하여 전보다 뛰어난 변신형태로 유지 할 수 있으며, 럼블 볼이 필요한 변신은 단 1가지 밖에 없다.)

## 기술
쵸파는 사람사람 열매를 먹음으로써 본 모습인 순록의 모습에서부터 인간형, 그리고 인수형으로 변할 수 있게 되었다. 이에 그치지 않고 쵸파 본인의 독자적인 연구의 산물인 <럼블 볼>(Rumble Ball)이라는 알약을 먹으면 쵸파가 먹은 사람사람 열매의 파장이 흐트러져 3분 동안만 인간형, 동물형, 인수형인 3단에 그치지 않고 그보다 더 다양한 4가지 형태로 변하는 7단 변신을 할 수 있다. 럼블 볼의 힘으로 인해 쵸파의 신체 부분 부분을 강화한 형태로 변화하여 다양한 힘을 낼 수 있게 되었으며 2년 간의 수련으로 인해 이제는 이 변신들을 럼블 볼 없이도 거뜬히 해낼 수 있게 되었다.(럼블 볼이 필요한 변신은 단 1가지 밖에 없다.)

### 통상 변신
- 각력 강화(脚力强化 - Walk Point)
  - 인간형 모습에서 다리 근력을 강화시켜 훨씬 더 빨리 달리게 된다.
- 중량 강화(重量强化 - Heavy Point)
  - 동물형 모습에서 몸의 무게와 완력을 강화시켜 더 파워를 올리게 된다. 2년간에 훈련을 통해, 덩치가 어마어마해지며 그나마 인간같던 모습도 인제는 완전한 괴물의 모습으로 변한다.[11] 쵸파의 본 모습.
- 두뇌 강화(頭腦强化 - Brain Point)
  - 인수형 모습에서 두뇌 회전을 강화시켜 지능지수를 훨씬 더 올리게 된다. 쵸파의 통상모습.

### 럼블 볼을 이용해 추가된 변신
현재는 괴물 강화를 제외하고 럼블볼 섭취를 안하고도 변신 가능(럼블 볼이 필요한 변신은 단 1가지)
- 점프력 강화(飛力强化 - Jumping Point)
  - 동물형 모습에서 하반신을 날씬하게 함으로 다리 무게를 줄여 점프력을 강화시키는 기술
- 모피 강화(毛皮强化 - Guard Point)
  - 인수형 모습에서 전신의 모피를 거의 10배가량으로 부풀려 공격에 의한 충격이나 데미지를 완화시켜 방어하는 기술. 2년 간에 훈련을 통해 전보다 큰 모피로 부풀려 방어력이 강화되었다.
- 뿔 강화(角强化 - Horn Point)
  - 인간형 모습에서 뿔을 10배가량 강화시켜 공격력을 올리는 기술. 2년 간에 훈련을 통해 몸집은 작아졌지만 뿔이 2년 전보다 뿔이 많이 자라서 땅을 팔 정도로 튼튼해졌다.
- 완력 강화(腕力强化 - Arm Point)
  - 인간형 모습과 동물형 모습을 합친뒤 2로 나눈듯한 모습을 하고 있으며 팔의 근육이 증강해 몸의 전체적인 신체능력을 올리는 기술
- 유력 강화(柔力强化 - Kung Fu Point)
  - 크기는 작지만 공격속도와 이동력이 강화되었다. 2년 동안 계량한 럼블볼에 나타난 새로운 변신형태.
- 괴물 강화(怪物强化 - Monster Point)
  - 본래 럼블볼을 3개 이상 복용했을 경우 발생하는 광수(狂獸) 모드였으나 2년 간의 수련으로 인해 광수 모드로 변해도 정신을 잃지 않고 그 힘을 제대로 컨트롤 할 수 있게 되었다. 단, 3분 동안만 쓸 수 있으며 이걸 쓰고 난 후에는 전신을 제대로 움직일 수 없다.

### 연계 기술
- 우솝쵸 해머 혜성[12]
  - 알라바스타에서 Mr.4, Miss.메리 크리스마스와 싸울 때 사용한 기술, 뿔 강화를 한 쵸파의 뿔에 새총처럼 줄을 단 뒤 망치를 총알로 삼아 날리는 기술
- 로빗쵸 수플렉스
  - 스릴러 바크에서 Dr.호그백을 쓰러뜨릴 때 사용한 기술, 호그백을 잡은 뒤 로빈의 피에르나 플루르(다리의 꽃)를 이용해 뭔가를 하려 했으나 중간에 오즈의 난입으로 불발했다.
- 수퍼 프래퍼 공
  - 프랑키의 즉석 계단 만들기인 <스카이 워크>를 이용해 프랑키의 얼티메이트 해머와, 쵸파의 헤비 공을 동시에 더블로 날리는 기술
- 아르메 드 레르 로제오 슈트
  - 상디와의 연계 기술, 상디의 다리에 올라탄 후 상디의 킥을 이용해 점프한 다음 적에게 발굽 로제오를 날리는 기술
- 고무고무 헤비스탬프
  - 쵸파의 헤비 공과 루피의 고무고무 스탬프를 날리는 기술

### 응용
- 진단(Scope)
  - 두뇌 강화시에 상대의 신체를 진단해 상대의 약점이나 급소를 찾아내 클린 히트를 할 찬스를 도래시키는 기술
- 헤비 공(Heavy Gong)
  - 중량강화시에 팔에 전 체중의 힘을 실어서 펀치를 날리는 기술
- 발굽 로제오(Hoof Roseo / 刻蹄櫻)[13]
  - 완력 강화 후, 팔에 온 힘을 모아서 발굽을 적에게 찍는 기술. 이때 찍힌 발굽의 모양이 벚꽃의 꽃잎 모양이다.

1. . 발굽 크로스(Hoof Cross / 刻蹄十字)[14] : 발굽 로제오의 양 팔 버전, 발굽을 십자가 형으로 모은 뒤 찍는 기술. 발굽 모양이 두개 벚꽃잎이 교차된 모양이다.[15]
2. . 발굽 다이아몬드(Hoof Diamond / 刻蹄金鋼石) : 발굽 로제오의 관통 버전. 발굽을 다이아몬드 형으로 모은 뒤 찍는 기술. 발굽 모양이 다이아몬드처럼 찍힌다.
3. . 발굽 로제오. 미체리 (Hoof Roseo. Michelii / 脚蹄櫻. 櫻雪風)[16] : 발굽 로제오의 진화 버전으로 발굽을 엄청난 속도로 여러 번 찍는 기술. 굽 모양이 마치 눈보라처럼 내리는 벚꽃잎처럼 찍힌다.

- 로제오 콜로네이드(Roseo Colonaid / 櫻並木)
  - 뿔 강화 후, 돌진해 많은 적들을 들이받아 뒤로 날려버리는 기술
- 각포. 엘프(Horn Cannon. Elf / 角砲. Elf)[17]
  - 각력 강화 상태에서 땅 속에서 튀어나와 뿔로 들이받는 기술. 강한 다리힘에 뿔의 힘이 더해져 파괴력이 엄청나다.
- 발굽. 팔메(Hoof Falme / 刻蹄. 椰子)[18]
  - 괴물강화 상태에서 손가락 형태의 발굽으로 강한 타격을 날리는 기술. 쇠로 만든 거대 해머도 부술 정도의 파괴력을 가지고 있다.

## 인생

### 출생의 비화 & 닥터와의 만남
쵸파는 사람사람 열매를 먹기 이전에도 단지 코가 파랗다는 이유로 무리에게 왕따를 당했으며 심지어 부모에게도 버림을 받았다. 이 때문에 쵸파는 무리에서 벗어나게 된다. 그리고 우연하게 입에 댄  악마의 열매인 사람사람 열매를 먹고 인간이 되지만 완전한 인간은 되지 못한다. 마을로 갔을 때는 괴물이라는 이유로 몰매를 맞게 되고 끝내 쵸파는 마음의 문을 닫게 된다. 이 계기로 쵸파는 대인기피증을 가지게 되었으나, 닥터 히루루크에게는 마음의 문을 열었다. 그리고 의술을 차례차례 배워나가지만 와포루의 작전에 히루루크 마저 목숨을 잃는다. 이후 닥터 쿠레하 밑으로 들어가 쵸파는 얼음성에서 계속 의술 공부를 한다.

### 밀짚모자 해적단과의 만남 & 동료가 되기까지
쵸파가 루피일행을 만나게 된 계기는 나미가 리틀가든에서 옮긴병을 치료하기 위해 드럼왕국에 오면서 시작된다. 루피는 동료를 살리기 위해 직접 동료를 업고 높은 절벽을 맨손으로 얼음성을 향해 올라간다. 그리고 쵸파의 스승 닥터 쿠레하가 이를 발견해 쵸파와 함께 치료하면서 첫대면을 하게 된다 나미와 상디가 완치된 후, 루피는 쵸파의 의료 기술이 뛰어나고 자신의 해적단에 의사가 필요하다고 판단하고 평소에 신기한것을 좋아하는 특성인지 쵸파를 자신의 동료로 삼기로 결정했다. 하지만 쵸파는 해적단에 들어가는것을 줄기차게 거절한다. 낯선사람을 그렇게 달가워하지 않는 쵸파의 본능이기도 했다. 이때 과거 이곳 얼음성에서 검은 수염에게 쫓겨났던 와포루가 드럼왕국을 되찾기위해 오게 되고 쵸파는 럼블 볼을 먹어가면서 싸웠지만 패배하게 된다. 이 때 루피가 대신 나서서 와포루를 쓰러뜨리고 다시한번 쵸파에게 자신의 동료가 되어줄것을 요청한다. 이에 감동받은 쵸파는 쿠레하에게 자신의 입장을 직접 밝힌 드럼왕국(현 사쿠라 왕국)을 떠나게 된다. 그리고 밀짚모자 해적단의 선의로서 들어가 쵸파는 루피의 5번째 동료가 된다.

## 전투 상대
- 체스마리모 (체스 + 쿠로마리모)
  - 처음으로 럼블 볼의 능력이 공개된 싸움. 3분 안에 끝낸다는 소리와 함께 두뇌강화로 약점을 찾아 완력강화로 승리.
- Mr.4, Miss.메리크리스마스, 래스
  - 우솝의 속임수와 우솝쵸 해머 혜성의 연속 공격으로 승리.
- 슈라
  - 갑자기 난입해 고잉메리호를 불태우는 슈라에 의해 패닉상태에 빠지는 바람에 전투 불가 (패배)
- 게다츠
  - 하늘에서 발굽 크로스로 공격. 이때 추락한 게다츠는 아직 살아있었지만 다이얼을 이용한 추진 슈트를 역사용하는 실수를 저질러 하늘섬에서 떨어짐, 어쨌든 승리.
- 오움
  - 오움을 피해 숨어보지만, 오움이 휘두른 철구름 검을 피하지 못하고 당하고 만다.(패배)
- 프랑키 패밀리
  - 프랑키 하우스에 쳐들어가 프랑키 패밀리들을 모두 쓰러뜨림.(승리)
- 쿠마도리
  - 아무리 기술을 써도 역부족이자 6시간 안에 럼블 볼 3개를 먹어서 자기도 제어할 수 없는 몬스터가 된다. 그래도 승리는 거두었다.
- Dr.호그백
  - 호그백을 뒤에서 붙잡은 상태에서 니코 로빈의 도움으로 '로빗 쵸 수플렉스'로 호그백을 공격하려는 순간, 갑작스런 오즈의 공격에 의해 중지됨.(비김)
- 파시피스타(PX-4)
  - 발굽 로제오 미쩰리로 연속 공격하지만, 파시피스타(PX-4)에게 붙잡혀 공격받으려는 순간 프랑키가 구해줌.(비김)
- 므슈르와포루 캐논 (와포루 + 므슈르)
  - 럼블 볼을 먹고 완력강화로 변한 뒤 발굽로제오로 날려버림.(승리)
- 센토마루
  - 샤본디 제도에서 쿠마의 도톰도톰 열매 능력에 의해 동료들이 하나씩 사라지는걸 보자 럼블 볼 3개를 먹고 패닉상태에 빠지나 쿠마의 도톰도톰 열매 능력으로 인해 사라짐.(싸우다가 사라진것이므로 무승부)
- 크라켄
  - 크라켄의 공격을 이전보다 강화된 모피 강화로 막았다. 하지만 큰 싸움이 아니었기 때문에 무승부.
- 용궁 병사들
  - 2년동안 계량한 럼블 볼의 새로운 강화로 물리침. (승리)
- 달마
  - 땅굴속에서 함정을 만드는 달마를 2년간 더욱 강해진 뿔 강화로 땅굴속에서 달마를 공중으로 내던져버림.(승리)
- 도슨
  - 거대한 폭주 상태로(2년 뒤에는 컨트롤이 가능해졌다. 다만 3분동안 커질 수 있었다.) '각제 파르메'의 기술을 선보였다. (승리)
- 조라
  - 배에 몰래 들어와 숨어있던 조라의 아트아트 열매 능력으로 인해 나미, 브룩,모모노스케와 같이 우스꽝스러운 모습이 된다. (패배)
- 빅 맘 해적단
  - 동료들과 요격으로 승리.
- 보남
  - 헤비 포인트로 변형 후, 헤비 공으로 날려버림.(승리)
- 샬롯 브륄레
  - 캐럿과 같이 브륄레의 거울 능력에 당해 브륄레 몸속인 미러 월드에 갇히고 만다.(패배)
  - 이후, 브륄레의 지붕위에 숨어있던 진짜 캐럿과 같이 럼블볼을 먹고 괴물 폭주 상태에서 브륄레와 그 일당들을 모두 쓰러뜨림.(승리)
- 샬롯 페로스페로
  - 브룩과 같이 써니 호를 지키기 위해 빅 맘 부하들과 싸우는 도중, 샬롯 페로스페로 능력에 의해 몸이 사탕인간이 된다.(패배)
- 샬롯 스무디
  - 스무디에게 붙잡힌 나미를 구하기 위해 스무디와 싸우지만, 어쩔 수 없는 실력차이 때문에 패배. 이후, 샬롯 오븐에게 붙잡힘.
- 샬롯 오븐
  - 빅 맘 암살작전에 실패하는 동시에 샬롯 오븐에게 붙잡힘.(패배) 하지만, 니디에 의해 도망칠 수 있었다.
- 타나카
  - 통과통과 열매 능력자인 타나카가 자신을 포함한 우솝, 로빈 3명에게 바닥을 이쪽저쪽 통과하면서 총을 마구 쏴댐.(패배)